# Stafford
Stafford er grevskabshovedstad (County town) i Stafford distriktet, Staffordshire, England, med 70.592(2016) indbyggere. Byen ligger 199.8 km fra London. Distriktet har et befolkningstal på 130.869 (pr. 2011). Den nævnes i Domesday Book fra 1086, hvor den kaldes Stadford/Statford.